# おやすみポラリスさよならパラレルワールド/ギラメタスでんぱスターズ
「おやすみポラリスさよならパラレルワールド/ギラメタスでんぱスターズ」は、でんぱ組.incのシングル。Double A-Sideで、同グループ16枚目のシングルCDとして2018年4月4日にMEME TOKYOから発売された。

## 概要
前作「最Ψ最好調!」から約1年5か月振りとなるシングル。本作の発売決定は、2017年12月30日、大阪城ホールで開催のワンマンライブ『JOYSOUND presents ねぇもう一回きいて?宇宙を救うのはやっぱり、でんぱ組.inc!』にて発表された。アンコールでは「ORANGE RIUM」に続き、当シングル表題曲の一つとなる「ギラメタスでんぱスターズ」が初披露され、星型のメッセージカードが数多、宙を舞った。
同年の初頭以来、10か月以上におよんだグループでの国内ライブ休止期間があり、さらに約6年振りであり有名になって初のメンバー脱退や加入などを経た翌年、7人体制では最初の新曲リリースとなり、そのパフォーマンスとともに注目された。
2018年1月30日、タイトルおよび収録内容が発表された。DVD付きの初回限定盤A・CDのみの初回限定盤B・通常盤、計3形態での発売。同時に、前述のワンマンライブの模様を収めた映像作品も発売となった。また「Blu-ray/DVD+CD ダブル購入者キャンペーン」も実施された。
「おやすみポラリスさよならパラレルワールド」は、ジャズピアニストH ZETT Mによる作編曲であり、でんぱ組.inc公式サイトでは「アグレッシブなジャズロックをベースとした、唯一無二のピアノプレイが炸裂したトリッキーかつキャッチーな楽曲に仕上がっており、サウンドも全て H ZETTRIO のメンバーで演奏されています。」と紹介した。そして同曲の、漫画家の浅野いにおによる「あした地球がこなごなになっても」以来の再タッグとなった歌詞については「独特の視点で描かれた、どこか SF チック溢れる、『でんぱ組.inc』のネクストステージへ向かう楽曲」としている。
もう一方の「ギラメタスでんぱスターズ」は、前山田健一の作詞、浅野尚志の作編曲によるナンバー。「『でんぱ組.inc』の真骨頂ともいえる凝縮されたサウンドワーク」と、今後の同グループの「決意表明を語った歌詞」となっている。そして、1月16日から4月4日までテレビアニメ『斉木楠雄のΨ難』第2期のエンディングテーマとしてオンエアされていた、NOBEの作詞、浅野尚志の作曲によるカップリング曲「Ψ発見伝!」（さいはっけんでん）は、1月30日よりデジタルシングルとして先行配信された。
初回限定盤Aにはボーナストラックとして、2月24日にパシフィコ横浜国立大ホールにてKEYTALKとのツーマンで開催された『MTV LIVE MATCH』から3曲のライブ音源も収録し、さらにDVDには「おやすみポラリスさよならパラレルワールド」のMV、そのメイキング、「ギラメタスでんぱスターズ」Live Movie (2017.12.30 at 大阪城ホール)、DEMPAGUMI.INC IN RUSSIA (2017.9.28 LIVE)の、4本が収録された。初回限定盤Bには『斉木楠雄のΨ難』第1期テーマソングで既発の2曲を、7人体制による再録バージョンで収録。
2月28日には、CDジャケットおよびアーティスト写真を公開した。初回限定盤Bでは『斉木楠雄のΨ難』の原作者である麻生周一とのスペシャルコラボと、その詳細も明らかになった。
3月5日、FM-FUJIのラジオ番組『相沢梨紗のラジオ活動』にて「おやすみポラリスさよならパラレルワールド」を初オンエアし、楽曲の斬新さなどで反響を呼んだ。
3月10日、「おやすみポラリスさよならパラレルワールド」MVをYouTubeで公開した。石垣島にて撮影されたシュールな映像で、H ZETT Mも共演している。
3月17日には、『ねぇもう一回きいて?宇宙を救うのはやっぱり、でんぱ組.inc!』公演DVD/Blu-rayの4月4日リリースに先駆け、「ギラメタスでんぱスターズ」のライブ映像をYouTubeにて公開した。さらに、3月31日から4月14日の期間限定で、前述のライブイベント『MTV LIVE MATCH』で初披露した「おやすみポラリスさよならパラレルワールド」のライブ映像も公開した。
4月4日の発売日には、LINELIVEにて「でんぱ組.inc 4/4 ニューシングル発売記念特番」を生配信した。
同日「【世界初!?】でんぱ組.inc『ギラメタスでんぱスターズ』MV Full」を公開。『モンゴルでの成層圏バルーンプロジェクト』により、カセットテープデッキが宇宙まで到達する様子が実際に無人撮影されたもの。4月2日から8日の、発売日を含む1週間、「おやすみポラリスさよならパラレルワールド」がTBSラジオの「今週の推薦曲」に選ばれ、同局の様々な番組で集中オンエアされた。
4月7日に名古屋で、4月8日と21日には東京で「でんぱ組.inc シングルリリース記念イベント」を開催した。
2018年4月16日付のオリコン週間CDシングルランキングにて約3.3万枚を売り上げ初登場3位、週間CDアニメシングルランキングでは首位を獲得した。また、同日付のビルボードジャパン Top Singles Sales でも約3.2万枚の初登場3位となった。
なお、4月7日付のオリコンデイリーCDシングルランキングでは1位を記録している。
4月14日からは、当シングルを携えて新体制では初の全11カ所によるホールツアー『JOYSOUND presents でんぱ組.inc コスモツアー 2018 〜惑星探査〜』が開催されている。

## 収録内容
※各曲の収録時間はTOWER RECORDS ONLINEでの表記に基づく。

### 通常盤
| #         | タイトル                                                    | 作詞       | 作曲・編曲 | 時間  |
| --------- | ----------------------------------------------------------- | ---------- | ---------- | ----- |
| 1.        | 「おやすみポラリスさよならパラレルワールド」                | 浅野いにお | H ZETT M   | 4:18  |
| 2.        | 「ギラメタスでんぱスターズ」                                | 前山田健一 | 浅野尚志   | 4:19  |
| 3.        | 「Ψ発見伝！」                                               | NOBE       | 浅野尚志   | 4:00  |
| 4.        | 「おやすみポラリスさよならパラレルワールド (Instrumental)」 |            |            | 4:20  |
| 5.        | 「ギラメタスでんぱスターズ (Instrumental)」                 |            |            | 4:21  |
| 6.        | 「Ψ発見伝！ (Instrumental)」                                |            |            | 3:57  |
| 合計時間: | 合計時間:                                                   | 合計時間:  | 合計時間:  | 25:18 |

### 初回限定盤A
| （7 - 9: 2018.2.24 MTV LIVE MATCH at パシフィコ横浜国立大ホール） |                                                             |            |            |       |
| #                                                                 | タイトル                                                    | 作詞       | 作曲・編曲 | 時間  |
| 1.                                                                | 「おやすみポラリスさよならパラレルワールド」                | 浅野いにお | H ZETT M   | 4:18  |
| 2.                                                                | 「ギラメタスでんぱスターズ」                                | 前山田健一 | 浅野尚志   | 4:19  |
| 3.                                                                | 「Ψ発見伝！」                                               | NOBE       | 浅野尚志   | 4:01  |
| 4.                                                                | 「おやすみポラリスさよならパラレルワールド (Instrumental)」 |            |            | 4:19  |
| 5.                                                                | 「ギラメタスでんぱスターズ (Instrumental)」                 |            |            | 4:21  |
| 6.                                                                | 「Ψ発見伝！ (Instrumental)」                                |            |            | 4:00  |
| 7.                                                                | 「まもなく、でんぱ組.incが離陸致します♡」                   |            |            | 3:48  |
| 8.                                                                | 「VANDALISM」                                               |            |            | 4:31  |
| 9.                                                                | 「ちゅるりちゅるりら」                                      |            |            | 3:45  |
| 合計時間:                                                         | 合計時間:                                                   | 合計時間:  | 合計時間:  | 37:25 |

| #         | タイトル                                                                 | 作詞      | 作曲・編曲 | 監督     |
| --------- | ------------------------------------------------------------------------ | --------- | ---------- | -------- |
| 1.        | 「『おやすみポラリスさよならパラレルワールド』Music Video」              |           |            | 志賀匠   |
| 2.        | 「『おやすみポラリスさよならパラレルワールド』Music Video メイキング」   |           |            |          |
| 3.        | 「『ギラメタスでんぱスターズ』Live Movie（2017.12.30 at 大阪城ホール）」 |           |            |          |
| 4.        | 「DEMPAGUMI.INC IN RUSSIA (2017.9.28 LIVE)」                             |           |            | BOZO&YGQ |
| 合計時間: | 合計時間:                                                                | 合計時間: | 38:00      |          |

### 初回限定盤B
| #         | タイトル                                                    | 作詞       | 作曲・編曲 | 時間  |
| --------- | ----------------------------------------------------------- | ---------- | ---------- | ----- |
| 1.        | 「おやすみポラリスさよならパラレルワールド」                | 浅野いにお | H ZETT M   | 4:18  |
| 2.        | 「ギラメタスでんぱスターズ」                                | 前山田健一 | 浅野尚志   | 4:19  |
| 3.        | 「Ψ発見伝！」                                               | NOBE       | 浅野尚志   | 03:59 |
| 4.        | 「最Ψ最好調！」                                             | 浅野尚志   | 浅野尚志   | 4:28  |
| 5.        | 「Ψです I LIKE YOU」                                        | 只野菜摘   | Tom-H@ck   | 3:49  |
| 6.        | 「おやすみポラリスさよならパラレルワールド (Instrumental)」 |            |            | 4:19  |
| 7.        | 「ギラメタスでんぱスターズ (Instrumental)」                 |            |            | 4:21  |
| 8.        | 「Ψ発見伝！ (Instrumental)」                                |            |            | 3:59  |
| 9.        | 「最Ψ最好調！ (Instrumental)」                              |            |            | 4:28  |
| 10.       | 「Ψです I LIKE YOU (Instrumental)」                         |            |            | 3:48  |
| 合計時間: | 合計時間:                                                   | 合計時間:  | 合計時間:  | 41:52 |